# Brüsszeli szerződés (1948)
Az 1948-as brüsszeli szerződés az Egyesült Királyság, Franciaország, Belgium, Hollandia és Luxemburg közötti megállapodás gazdasági, szociális és kulturális együttműködésről, valamint kollektív önvédelemről. A szerződés lényegében kiterjeszti az előző évben Nagy-Britannia és Franciaország között született dunkerque-i szerződésben vállalt kötelezettségeket. A szerződés fő célja a tagállamok kölcsönös védelme egy esetleges német agresszióval, illetve a Szovjetunió fenyegetésével szemben. A szerződést 50 évre kötötték, és alapjául szolgált az Észak-atlanti Szerződéses Szervezetnek (NATO), valamint a Nyugat-európai Uniónak (WEU). A szerződést Truman elnök is támogatta.

## A szerződés előzményei és jelentősége
A brüsszeli szerződés volt az első, a tagállamok közötti kölcsönös védelmet is magában foglaló szerződés a második világháború utáni Európában és az aláírók szándékai szerint biztosította volna a nyugat-európai államok védelmét a kommunizmus terjeszkedésével szemben. A kollektív védelem mellett kulturális és szociális együttműködést is előirányoztak, illetve szó volt egy „Tanácskozó testület” (Consultative Council) felállításáról is.
A háború utáni Európa országai közötti védelmi együttműködése terén a brüsszeli szerződés a Nyugat-európai Unió (WEU), illetve később a NATO előfutára volt. Utóbbitól annyiban különbözött, hogy csak európai országok vettek részt benne, illetve elsősorban a kiújuló német fenyegetéssel szembeni védelem volt a szerződés célja. Ezzel szemben egy évvel később a NATO-t már az Amerikai Egyesült Államok és Kanada részvételével hozták létre, miután az európai politikusok belátták, hogy a kontinens kettéosztottsága tartós lesz, biztonságukat pedig a kommunizmus terjedése jobban fenyegeti.
1948 szeptemberében a brüsszeli szerződést aláíró országok egy katonai intézmény, a Nyugati Unió Védelmi Szervezete (Western Union Defence Organization) felállításáról döntöttek. A WU védelmi bizottsága a miniszterelnökök szintjén működött, illetve megalakult a WU egyesített vezérkara is, amelynek a közös védelmi hadműveleteket kellett irányítani.
A brit Bernard Montgomery tábornokot nevezték ki a szárazföldi, tengeri és légierős parancsnokok bizottsága elnökének, amely a franciaországi Fontainebleau-ben kezdte meg működését. A szárazföldi haderőnem parancsnoka Jean de Lattre de Tassigny francia tábornok, a légierő parancsnoka Sir James Robb brit tábornok és a haditengerészeti erők parancsnoka Robert Jaujard francia ellentengernagy lett.
1954. október 23-án londoni és párizsi konferenciák után Olaszországot és Nyugat-Németországot is felvették a Nyugati Unióba, amelyet egyúttal átneveztek Nyugat-európai Uniónak.
A szerződés gazdasági, szociális és kulturális előírásai nem valósultak meg, a védelmi vonatkozásai pedig a NATO megalakulásával jelentéktelenné váltak.

## Aláírók
A szerződést az alábbi állam- és kormányfők, miniszterek és nagykövetek írták alá:
- Károly belga herceg, Belgium régense (a száműzetésben élő király helyettese)
- Vincent Auriol, a Francia Köztársaság elnöke
- Sarolta luxemburgi nagyhercegnő
- Vilma holland királynő
- VI. György brit király
- Paul-Henri Spaak, Belgium miniszterelnöke
- Georges Bidault, Franciaország külügyminisztere
- Joseph Bech, Luxemburg külügyminisztere
- Gaston Eyskens, Belgium pénzügyminisztere
- Carel Godfried Willem Hendrik baron van Boetzelaer van Oosterhout, Hollandia külügyminisztere
- Ernest Bevin, brit külügyi és birodalmi államtitkár
- Jean de Hautecloque, Franciaország nagykövete Belgiumban
- Robert Als, Luxemburg nagykövete Belgiumban
- Baron Binnert Philip van Harinxma thoe Slooten, Hollandia nagykövete Belgiumban
- George William Rendel, az Egyesült Királyság rendkívüli meghatalmazott képviselője Belgiumban

## NATO
A hidegháborús feszültség fokozódásával Európa hamarosan két, egymással szembenálló táborra oszlott fel és Nyugat-Európa biztonságára nézve a Szovjetunió és a Varsói Szerződés országai hamarosan nagyobb fenyegetést jelentettek, mint egy esetleges német újrafegyverkezés.
Ennek megfelelően a nyugat-európai országok egy új védelmi szervezet kialakítását kezdeményezték, amelybe már az Egyesült Államokat is bevonták volna. A titkos tárgyalások már 1948 márciusában megindultak, amikor brit és amerikai illetékesek először vetették fel az ötletet. A rákövetkező évben, 1949 áprilisában írták alá Washingtonban a NATO alapító szerződését. A Nyugati Unió Védelmi Szervezetét 1950. december és 1951. április között beolvasztották a NATO-ba. A NATO európai központja, a Szövetséges Hatalmak Európai Legfelsőbb Parancsnoksága (Supreme Headquarters Allied Powers Europe, SHAPE) vette át az esetleges védelmi műveletek koordinálásának feladatát.
| Aláírva Hatályban Szerződés   | 1948 Brüsszeli szerződés                                    | 1951 1952 Párizsi szerződés                 | 1954 1955 A brüsszeli szerződés módosítása  | 1957 1958 Római szerződés                   | 1965 1967 Egyesítő szerződés                | 1975 Az Európai Tanács döntése          | 1986 1987 Egységes Európai Okmány       | 1992 1993 Maastrichti szerződés         | 1992 1993 Maastrichti szerződés | 1997 1999 Amszterdami szerződés | 2001 2003 Nizzai szerződés | 2007 2009 Lisszaboni szerződés | 2007 2009 Lisszaboni szerződés |  |  |  |  |  |  |  |  |
|                               |                                                             |                                             |                                             |                                             |                                             |                                         |                                         |                                         |                                 |                                 |                            |                                |                                |  |  |  |  |  |  |  |  |
| Az Európai Unió három pillére |                                                             |                                             |                                             |                                             |                                             |                                         |                                         |                                         |                                 |                                 |                            |                                |                                |  |  |  |  |  |  |  |  |
| Európai Közösségek            |                                                             |                                             |                                             |                                             |                                             |                                         |                                         |                                         |                                 |                                 |                            |                                |                                |  |  |  |  |  |  |  |  |
|                               | Európai Atomenergia Közösség (EURATOM)                      |                                             |                                             |                                             |                                             |                                         |                                         |                                         |                                 |                                 |                            |                                |                                |  |  |  |  |  |  |  |  |
|                               |                                                             |                                             | Európai Szén- és Acélközösség (ESZAK)       | Európai Szén- és Acélközösség (ESZAK)       | Európai Szén- és Acélközösség (ESZAK)       | A szerződés 2002-ben hatályát vesztette | A szerződés 2002-ben hatályát vesztette | A szerződés 2002-ben hatályát vesztette |                                 | Európai Unió (EU)               | Európai Unió (EU)          |                                |                                |  |  |  |  |  |  |  |  |
|                               |                                                             |                                             | Európai Gazdasági Közösség (EGK)            | Európai Gazdasági Közösség (EGK)            | Európai Gazdasági Közösség (EGK)            |                                         |                                         | Európai Közösség (EK)                   | Európai Közösség (EK)           | Európai Unió (EU)               | Európai Unió (EU)          |                                |                                |  |  |  |  |  |  |  |  |
|                               |                                                             | TREVI-csoport                               | TREVI-csoport                               | Bel- és igazságügyi együttműködés (JHA)     |                                             |                                         |                                         | Európai Közösség (EK)                   | Európai Közösség (EK)           | Európai Unió (EU)               | Európai Unió (EU)          |                                |                                |  |  |  |  |  |  |  |  |
|                               | Rendőri és igazságügyi együttműködés büntetőügyekben (PJCC) | TREVI-csoport                               | TREVI-csoport                               | Bel- és igazságügyi együttműködés (JHA)     |                                             |                                         |                                         |                                         |                                 | Európai Unió (EU)               | Európai Unió (EU)          |                                |                                |  |  |  |  |  |  |  |  |
|                               | Európai Politikai Együttműködés (EPE)                       | Közös kül- és biztonságügyi politika (KKBP) | Közös kül- és biztonságügyi politika (KKBP) | Közös kül- és biztonságügyi politika (KKBP) | Közös kül- és biztonságügyi politika (KKBP) |                                         |                                         |                                         |                                 | Európai Unió (EU)               | Európai Unió (EU)          |                                |                                |  |  |  |  |  |  |  |  |
| Konszolidálatlan szervezetek  | Konszolidálatlan szervezetek                                | Nyugat-európai Unió (NYEU)                  | Nyugat-európai Unió (NYEU)                  | Nyugat-európai Unió (NYEU)                  | Nyugat-európai Unió (NYEU)                  | Nyugat-európai Unió (NYEU)              |                                         |                                         |                                 |                                 | Európai Unió (EU)          |                                |                                |  |  |  |  |  |  |  |  |
| Konszolidálatlan szervezetek  | Konszolidálatlan szervezetek                                | Nyugat-európai Unió (NYEU)                  | Nyugat-európai Unió (NYEU)                  | Nyugat-európai Unió (NYEU)                  | Nyugat-európai Unió (NYEU)                  | Nyugat-európai Unió (NYEU)              | Feloszlatva 2010-ben                    |                                         |                                 |                                 |                            |                                |                                |  |  |  |  |  |  |  |  |
|                               |                                                             |                                             |                                             |                                             |                                             |                                         |                                         |                                         |                                 |                                 |                            |                                |                                |  |  |  |  |  |  |  |  |